# Mistrovství světa v ledním hokeji

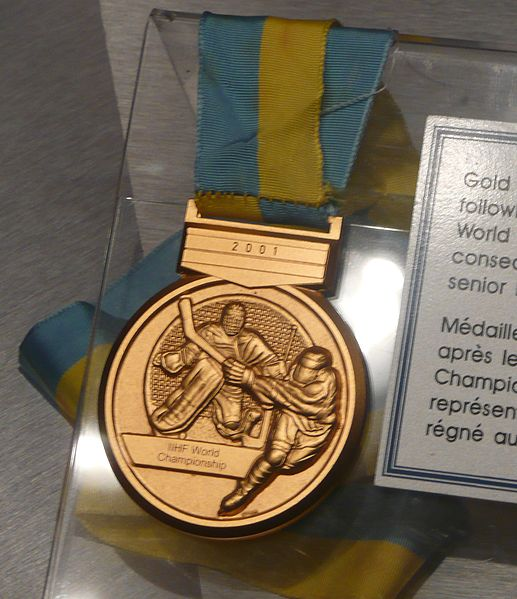
Zlatá medaile Petra Čajánka z MS 2001

Mistrovství světa v ledním hokeji je soutěž mužských reprezentačních mužstev členských zemí Mezinárodní federace ledního hokeje (IIHF). První mistrovství světa se konalo v roce 1920 jako součást her VII. Olympiády v Antverpách, oficiálně však bylo uznáno až roku 1983.
Od roku 1924 bylo MS v ledním hokeji součástí Zimních olympijských her, od roku 1972 se hraje odděleně od ZOH, kromě let 1980, 1984 a 1988, kdy se MS v roce ZOH nekonalo. Po Mistrovství Evropy 1929 v Budapešti rozhodla IIHF pořádat MS od 1930 každoročně společně s ME. V prvních ročnících MS startovaly různé počty mužstev, proto i hrací systémy byly různé, hrálo se v jedné či více skupinách, podle počtu přihlášených. V roce 1930 se výjimečně nehrály žádné skupiny, ale rovnou vyřazovací boje (systém play-off).
V roce 1951 byli poprvé účastníci rozděleni do dvou skupin podle výkonnosti. Od 1961 byl stanoven žebříček výkonnosti mužstev a hrálo se ve třech skupinách – A, B, C – s přímým postupem a sestupem. Vítěz skupiny A získává titul mistrů světa. Počet účastníků skupiny A byl pevně stanoven. V letech 1961–1968 8 mužstev, 1969–1975 6 mužstev (hrálo se dvoukolově), 1976–1991 znovu 8 mužstev, 1992–1997 12 mužstev a v roce 1998 bylo zatím poslední rozšíření na 16 mužstev.
Na MS 1992 byl zaveden nový hrací model, kdy mužstva po zápasech v základních skupinách postupují do vyřazovacích bojů play-off. S výjimkou MS 1997 je tento hrací systém s menšími změnami používaný dodnes.
Od sezóny 2001 se mění struktura nižších výkonnostních skupin. Skupina B a C se změní na divizi I. a II., každá divize je rozdělena do dvou skupin po šesti účastnících. V roce 2004 přibyla ještě divize III.
V roce 2012 došlo k další důležité změně systému. Elitní skupina už není rozdělena do 4 skupin po 4, ale pouze do 2 skupin po 8, kde 4 nejlepší postupují přímo do play-off a poslední z každé skupiny přímo sestupuje do Divize I. Tato změna by měla podle Mezinárodní hokejové federace upevnit pozici silných týmů a zmenšit význam překvapivých výher. Změna proběhla také v počtu zápasů. Místo šesti zápasů se nyní hraje sedm zápasů (9. až 16. místo, vyřazení ve skupinách, sestup do Divize I.), místo sedmi zápasů osm zápasů (5. až 8. místo, vyřazení ve čtvrtfinále) a místo devíti zápasů deset zápasů (1. až 4. místo, zápas o medaile). Také od roku 2012 už skupiny A a B u Divize I a II nejsou rovnocenné, nejlepších 6 týmů Divize I hraje ve skupině A, ze které první 2 postupují do Elitní skupiny a poslední sestupuje do skupiny B.
Historicky největší návštěva na mistrovství v ledním hokeji byla na turnaji v České republice v roce 2024, kdy návštěvnost dosáhla hodnoty 797 727, což odpovídá v průměru 12 464 diváků na zápas. Překonaný rekord držel předchozí turnaj v České republice v roce 2015 s 741 690 diváky (průměr 11 589 diváků na zápas).
Od roku 1990 se pořádá Mistrovství světa v ledním hokeji žen.

## Výsledky
| Poř.                                                                                        | Rok  | Zlato                                 | Stříbro                              | Bronz                             | Pořadatel                                                            |
| ------------------------------------------------------------------------------------------- | ---- | ------------------------------------- | ------------------------------------ | --------------------------------- | -------------------------------------------------------------------- |
| 1.                                                                                          | 1920 | Kanada (Winnipeg Falcons)             | Spojené státy                        | Československo                    | Antverpy – LOH                                                       |
| 2.                                                                                          | 1924 | Kanada (Toronto Granites)             | Spojené státy                        | Velká Británie                    | Chamonix – ZOH                                                       |
| 3.                                                                                          | 1928 | Kanada (Toronto Varsity Grads)        | Švédsko                              | Švýcarsko                         | Svatý Mořic – ZOH                                                    |
| 4.                                                                                          | 1930 | Kanada (Toronto CCMs)                 | Německo                              | Švýcarsko                         | Chamonix, Vídeň, Berlín                                              |
| 5.                                                                                          | 1931 | Kanada (Manitoba Grads)               | Spojené státy                        | Rakousko                          | Krynica Zdrój                                                        |
| 6.                                                                                          | 1932 | Kanada (Winnipeg Hockey Club)         | Spojené státy                        | Německo                           | Lake Placid – ZOH                                                    |
| 7.                                                                                          | 1933 | Spojené státy (Massachusetts Rangers) | Kanada (Toronto National Sea Fleas)  | Československo                    | Praha                                                                |
| 8.                                                                                          | 1934 | Kanada (Saskatoon Quakers)            | Spojené státy                        | Německo                           | Milán                                                                |
| 9.                                                                                          | 1935 | Kanada (Winnipeg Monarchs)            | Švýcarsko                            | Velká Británie                    | Davos                                                                |
| 10.                                                                                         | 1936 | Velká Británie                        | Kanada (Port Arthur Bearcats)        | Spojené státy                     | Garmisch-Partenkirchen – ZOH                                         |
| 11.                                                                                         | 1937 | Kanada (Kimberley Dynamiters)         | Velká Británie                       | Švýcarsko                         | Londýn                                                               |
| 12.                                                                                         | 1938 | Kanada (Sudbury Wolves)               | Velká Británie                       | Československo                    | Praha                                                                |
| 13.                                                                                         | 1939 | Kanada (Trail Smoke Eaters)           | Spojené státy                        | Švýcarsko                         | Curych, Basilej                                                      |
| V letech 1940–1946 se mistrovství světa v ledním hokeji nekonala kvůli druhé světové válce. |      |                                       |                                      |                                   |                                                                      |
| 14.                                                                                         | 1947 | Československo                        | Švédsko                              | Rakousko                          | Praha                                                                |
| 15.                                                                                         | 1948 | Kanada (Ottawa RCAF Flyers)           | Československo                       | Švýcarsko                         | Svatý Mořic – ZOH                                                    |
| 16.                                                                                         | 1949 | Československo                        | Kanada (Sudbury Wolves)              | Spojené státy                     | Stockholm                                                            |
| 17.                                                                                         | 1950 | Kanada (Edmonton Mercurys)            | Spojené státy                        | Švýcarsko                         | Londýn                                                               |
| 18.                                                                                         | 1951 | Kanada (Lethbridge Maple Leafs)       | Švédsko                              | Švýcarsko                         | Paříž                                                                |
| 19.                                                                                         | 1952 | Kanada (Edmonton Mercurys)            | Spojené státy                        | Švédsko                           | Oslo, Drammen, Sandvika, Lillestrøm – ZOH                            |
| 20.                                                                                         | 1953 | Švédsko                               | Německo                              | Švýcarsko                         | Curych, Basilej                                                      |
| 21.                                                                                         | 1954 | Sovětský svaz                         | Kanada                               | Švédsko                           | Stockholm                                                            |
| 22.                                                                                         | 1955 | Kanada (Penticton V'es)               | Sovětský svaz                        | Československo                    | Krefeld, Dortmund, Kolín nad Rýnem, Düsseldorf                       |
| 23.                                                                                         | 1956 | Sovětský svaz                         | Spojené státy                        | Kanada                            | Cortina d'Ampezzo – ZOH                                              |
| 24.                                                                                         | 1957 | Švédsko                               | Sovětský svaz                        | Československo                    | Moskva                                                               |
| 25.                                                                                         | 1958 | Kanada (Whitby Dunlops)               | Sovětský svaz                        | Švédsko                           | Oslo                                                                 |
| 26.                                                                                         | 1959 | Kanada (Belleville McFarlands)        | Sovětský svaz                        | Československo                    | Praha, Bratislava, Brno, Kladno, Kolín, Ml. Boleslav, Ostrava, Plzeň |
| 27.                                                                                         | 1960 | Spojené státy                         | Kanada (Kitchener-Waterloo Dutchmen) | Sovětský svaz                     | Squaw Valley – ZOH                                                   |
| 28.                                                                                         | 1961 | Kanada (Trail Smoke Eaters)           | Československo                       | Sovětský svaz                     | Ženeva, Lausanne                                                     |
| 29.                                                                                         | 1962 | Švédsko                               | Kanada                               | Spojené státy                     | Colorado Springs, Denver                                             |
| 30.                                                                                         | 1963 | Sovětský svaz                         | Švédsko                              | Československo                    | Stockholm                                                            |
| 31.                                                                                         | 1964 | Sovětský svaz                         | Švédsko                              | Československo                    | Innsbruck – ZOH                                                      |
| 32.                                                                                         | 1965 | Sovětský svaz                         | Československo                       | Švédsko                           | Tampere                                                              |
| 33.                                                                                         | 1966 | Sovětský svaz                         | Československo                       | Kanada                            | Lublaň, Záhřeb                                                       |
| 34.                                                                                         | 1967 | Sovětský svaz                         | Švédsko                              | Kanada                            | Vídeň                                                                |
| 35.                                                                                         | 1968 | Sovětský svaz                         | Československo                       | Kanada                            | Grenoble – ZOH                                                       |
| 36.                                                                                         | 1969 | Sovětský svaz                         | Švédsko                              | Československo                    | Stockholm                                                            |
| 37.                                                                                         | 1970 | Sovětský svaz                         | Švédsko                              | Československo                    | Stockholm                                                            |
| 38.                                                                                         | 1971 | Sovětský svaz                         | Československo                       | Švédsko                           | Ženeva, Bern                                                         |
| 39.                                                                                         | 1972 | Československo                        | Sovětský svaz                        | Švédsko                           | Praha                                                                |
| 40.                                                                                         | 1973 | Sovětský svaz                         | Švédsko                              | Československo                    | Moskva                                                               |
| 41.                                                                                         | 1974 | Sovětský svaz                         | Československo                       | Švédsko                           | Helsinky                                                             |
| 42.                                                                                         | 1975 | Sovětský svaz                         | Československo                       | Švédsko                           | Mnichov, Düsseldorf                                                  |
| 43.                                                                                         | 1976 | Československo                        | Sovětský svaz                        | Švédsko                           | Katovice                                                             |
| 44.                                                                                         | 1977 | Československo                        | Švédsko                              | Sovětský svaz                     | Vídeň                                                                |
| 45.                                                                                         | 1978 | Sovětský svaz                         | Československo                       | Kanada                            | Praha                                                                |
| 46.                                                                                         | 1979 | Sovětský svaz                         | Československo                       | Švédsko                           | Moskva                                                               |
| 47.                                                                                         | 1981 | Sovětský svaz                         | Švédsko                              | Československo                    | Stockholm, Göteborg                                                  |
| 48.                                                                                         | 1982 | Sovětský svaz                         | Československo                       | Kanada                            | Helsinky, Tampere                                                    |
| 49.                                                                                         | 1983 | Sovětský svaz                         | Československo                       | Kanada                            | Mnichov, Düsseldorf, Dortmund                                        |
| 50.                                                                                         | 1985 | Československo                        | Kanada                               | Sovětský svaz                     | Praha                                                                |
| 51.                                                                                         | 1986 | Sovětský svaz                         | Švédsko                              | Kanada                            | Moskva                                                               |
| 52.                                                                                         | 1987 | Švédsko                               | Sovětský svaz                        | Československo                    | Vídeň                                                                |
| 53.                                                                                         | 1989 | Sovětský svaz                         | Kanada                               | Československo                    | Stockholm, Södertälje                                                |
| 54.                                                                                         | 1990 | Sovětský svaz                         | Švédsko                              | Československo                    | Fribourg, Bern                                                       |
| 55.                                                                                         | 1991 | Švédsko                               | Kanada                               | Sovětský svaz                     | Helsinky, Tampere, Turku                                             |
| 56.                                                                                         | 1992 | Švédsko                               | Finsko                               | Československo                    | Praha, Bratislava                                                    |
| 57.                                                                                         | 1993 | Rusko                                 | Švédsko                              | Česko                             | Mnichov, Dortmund                                                    |
| 58.                                                                                         | 1994 | Kanada                                | Finsko                               | Švédsko                           | Milán, Bolzano, Canazei                                              |
| 59.                                                                                         | 1995 | Finsko                                | Švédsko                              | Kanada                            | Stockholm, Gävle                                                     |
| 60.                                                                                         | 1996 | Česko                                 | Kanada                               | Spojené státy                     | Vídeň                                                                |
| 61.                                                                                         | 1997 | Kanada                                | Švédsko                              | Česko                             | Helsinky, Tampere, Turku                                             |
| 62.                                                                                         | 1998 | Švédsko                               | Finsko                               | Česko                             | Curych, Basilej                                                      |
| 63.                                                                                         | 1999 | Česko                                 | Finsko                               | Švédsko                           | Oslo, Lillehammer, Hamar                                             |
| 64.                                                                                         | 2000 | Česko                                 | Slovensko                            | Finsko                            | Petrohrad                                                            |
| 65.                                                                                         | 2001 | Česko                                 | Finsko                               | Švédsko                           | Kolín nad Rýnem, Hannover, Norimberk                                 |
| 66.                                                                                         | 2002 | Slovensko                             | Rusko                                | Švédsko                           | Göteborg, Karlstad, Jönköping                                        |
| 67.                                                                                         | 2003 | Kanada                                | Švédsko                              | Slovensko                         | Helsinky, Tampere, Turku                                             |
| 68.                                                                                         | 2004 | Kanada                                | Švédsko                              | Spojené státy                     | Praha, Ostrava                                                       |
| 69.                                                                                         | 2005 | Česko                                 | Kanada                               | Rusko                             | Vídeň, Innsbruck                                                     |
| 70.                                                                                         | 2006 | Švédsko                               | Česko                                | Finsko                            | Riga                                                                 |
| 71.                                                                                         | 2007 | Kanada                                | Finsko                               | Rusko                             | Moskva, Mytišči                                                      |
| 72.                                                                                         | 2008 | Rusko                                 | Kanada                               | Finsko                            | Halifax, Quebec                                                      |
| 73.                                                                                         | 2009 | Rusko                                 | Kanada                               | Švédsko                           | Bern, Kloten                                                         |
| 74.                                                                                         | 2010 | Česko                                 | Rusko                                | Švédsko                           | Kolín nad Rýnem, Mannheim, Gelsenkirchen                             |
| 75.                                                                                         | 2011 | Finsko                                | Švédsko                              | Česko                             | Bratislava, Košice                                                   |
| 76.                                                                                         | 2012 | Rusko                                 | Slovensko                            | Česko                             | Helsinky a Stockholm                                                 |
| 77.                                                                                         | 2013 | Švédsko                               | Švýcarsko                            | Spojené státy                     | Stockholm a Helsinky                                                 |
| 78.                                                                                         | 2014 | Rusko                                 | Finsko                               | Švédsko                           | Minsk                                                                |
| 79.                                                                                         | 2015 | Kanada                                | Rusko                                | Spojené státy                     | Praha, Ostrava                                                       |
| 80.                                                                                         | 2016 | Kanada                                | Finsko                               | Rusko                             | Moskva, Petrohrad                                                    |
| 81.                                                                                         | 2017 | Švédsko                               | Kanada                               | Rusko                             | Kolín nad Rýnem a Paříž                                              |
| 82.                                                                                         | 2018 | Švédsko                               | Švýcarsko                            | Spojené státy                     | Kodaň, Herning                                                       |
| 83.                                                                                         | 2019 | Finsko                                | Kanada                               | Rusko                             | Bratislava, Košice                                                   |
|                                                                                             | 2020 | Zrušeno kvůli pandemii covidu-19.     | Zrušeno kvůli pandemii covidu-19.    | Zrušeno kvůli pandemii covidu-19. | Curych, Lausanne                                                     |
| 84.                                                                                         | 2021 | Kanada                                | Finsko                               | Spojené státy                     | Riga                                                                 |
| 85.                                                                                         | 2022 | Finsko                                | Kanada                               | Česko                             | Tampere, Helsinky                                                    |
| 86.                                                                                         | 2023 | Kanada                                | Německo                              | Lotyšsko                          | Tampere a Riga                                                       |
| 87.                                                                                         | 2024 | Česko                                 | Švýcarsko                            | Švédsko                           | Praha, Ostrava                                                       |
| 88.                                                                                         | 2025 | Spojené státy                         | Švýcarsko                            | Švédsko                           | Stockholm a Herning                                                  |
| 89.                                                                                         | 2026 |                                       |                                      |                                   | Curych, Fribourg                                                     |
| 90.                                                                                         | 2027 |                                       |                                      |                                   | Mannheim, Düsseldorf                                                 |
| 91.                                                                                         | 2028 |                                       |                                      |                                   | Paříž, Lyon                                                          |
| 92.                                                                                         | 2029 |                                       |                                      |                                   | Bratislava, Košice                                                   |

## Medailový stav podle zemí ze všech MS
Aktualizováno po MS 2025.

| №  | Země                   | Zlato | Stříbro | Bronz | Celkem |
| -- | ---------------------- | ----- | ------- | ----- | ------ |
| 1  | Kanada                 | 28    | 16      | 9     | 53     |
| 2  | Rusko / Sovětský svaz  | 27    | 10      | 10    | 47     |
|    | z toho Sovětský svaz   | 22    | 7       | 5     | 34     |
|    | z toho Rusko           | 5     | 3       | 5     | 13     |
| 3  | Česko / Československo | 13    | 13      | 22    | 48     |
|    | z toho Československo  | 6     | 12      | 16    | 34     |
|    | z toho Česko           | 7     | 1       | 6     | 14     |
| 4  | Švédsko                | 11    | 19      | 19    | 49     |
| 5  | Finsko                 | 4     | 9       | 3     | 16     |
| 6  | USA                    | 3     | 9       | 9     | 21     |
| 7  | Velká Británie         | 1     | 2       | 2     | 5      |
| 8  | Slovensko              | 1     | 2       | 1     | 4      |
| 9  | Švýcarsko              | 0     | 5       | 8     | 13     |
| 10 | Německo                | 0     | 3       | 2     | 5      |
| 11 | Rakousko               | 0     | 0       | 2     | 2      |
| 12 | Lotyšsko               | 0     | 0       | 1     | 1      |

## Medailový stav podle zemí od zavedení play-off (od 1992 včetně)
Aktualizováno po MS 2025.

| №  | Země                   | Zlato | Stříbro | Bronz | Celkem |
| -- | ---------------------- | ----- | ------- | ----- | ------ |
| 1  | Kanada                 | 9     | 7       | 1     | 17     |
| 2  | Česko / Československo | 7     | 1       | 7     | 15     |
|    | z toho Československo  | 0     | 0       | 1     | 1      |
|    | z toho Česko           | 7     | 1       | 6     | 14     |
| 3  | Švédsko                | 6     | 6       | 9     | 21     |
| 4  | Rusko                  | 5     | 3       | 5     | 13     |
| 5  | Finsko                 | 4     | 9       | 3     | 16     |
| 6  | Slovensko              | 1     | 2       | 1     | 4      |
| 7  | USA                    | 1     | 0       | 6     | 7      |
| 8  | Švýcarsko              | 0     | 4       | 0     | 4      |
| 9  | Německo                | 0     | 1       | 0     | 1      |
| 10 | Lotyšsko               | 0     | 0       | 1     | 1      |

## Účast a pořadí jednotlivých zemí

### 1920–1949
| Elitní divize   | 1920             | 1924             | 1928             | 1930             | 1931             | 1932             | 1933             | 1934             | 1935             | 1936             | 1937             | 1938             | 1939             | 1947             | 1948             | 1949             |
| --------------- | ---------------- | ---------------- | ---------------- | ---------------- | ---------------- | ---------------- | ---------------- | ---------------- | ---------------- | ---------------- | ---------------- | ---------------- | ---------------- | ---------------- | ---------------- | ---------------- |
| Československo  | Bronzová medaile | 5                | –                | 6                | 5                | –                | Bronzová medaile | 5                | 4                | 4                | 6                | Bronzová medaile | 4                | Zlatá medaile    | Stříbrná medaile | Zlatá medaile    |
| Kanada          | Zlatá medaile    | Zlatá medaile    | Zlatá medaile    | Zlatá medaile    | Zlatá medaile    | Zlatá medaile    | Stříbrná medaile | Zlatá medaile    | Zlatá medaile    | Stříbrná medaile | Zlatá medaile    | Zlatá medaile    | Zlatá medaile    | –                | Zlatá medaile    | Stříbrná medaile |
| USA             | Stříbrná medaile | Stříbrná medaile | –                | –                | Stříbrná medaile | Stříbrná medaile | Zlatá medaile    | Stříbrná medaile | –                | Bronzová medaile | –                | 8                | Stříbrná medaile | 5                | 4                | Bronzová medaile |
| Švédsko         | 4                | 4                | Stříbrná medaile | –                | 6                | –                | –                | –                | 5                | 6                | 10               | 5                | –                | Stříbrná medaile | 5                | 4                |
| Švýcarsko       | 5                | 8                | Bronzová medaile | Bronzová medaile | –                | –                | 5                | 4                | Stříbrná medaile | –                | Bronzová medaile | 6                | Bronzová medaile | 4                | Bronzová medaile | 5                |
| Rakousko        | –                | –                | –                | 4                | Bronzová medaile | –                | 4                | 7                | 6                | 7                | 7                | 12               | –                | Bronzová medaile | 8                | 6                |
| Finsko          | –                | –                | –                | –                | –                | –                | –                | –                | –                | –                | –                | –                | 14               | –                | –                | 7                |
| Norsko          | –                | –                | –                | –                | –                | –                | –                | –                | –                | –                | 9                | 14               | –                | –                | –                | 8                |
| Belgie          | 7                | 7                | –                | –                | 10               | –                | –                | 12               | 11               | 14               | –                | –                | 12               | 8                | –                | 9                |
| Dánsko          | –                | –                | –                | –                | –                | –                | –                | –                | –                | –                | –                | –                | –                | –                | –                | 10               |
| Neaktivní státy | 1920             | 1924             | 1928             | 1930             | 1931             | 1932             | 1933             | 1934             | 1935             | 1936             | 1937             | 1938             | 1939             | 1947             | 1948             | 1949             |
| Velká Británie  | –                | Bronzová medaile | 4                | 10               | 8                | –                | –                | 8                | Bronzová medaile | Zlatá medaile    | Stříbrná medaile | Stříbrná medaile | 8                | –                | 6                | –                |
| Polsko          | –                | –                | N                | 5                | 4                | 4                | 7                | –                | 10               | N                | 8                | 9                | 6                | 6                | 7                | –                |
| Itálie          | –                | –                | –                | 10               | –                | –                | 11               | 9                | 7                | –                | –                | –                | 9                | –                | 9                | –                |
| Německo         | –                | –                | –                | Stříbrná medaile | –                | Bronzová medaile | 5                | Bronzová medaile | 9                | 5                | 4                | 4                | 5                | –                | –                | –                |
| Lotyšsko        | –                | –                | –                | –                | –                | –                | 10               | –                | 13               | –                | –                | 10               | 10               | –                | –                | –                |
| Maďarsko        | –                | –                | –                | 6                | 7                | –                | 7                | 6                | 12               | 8                | 5                | 7                | 7                | –                | –                | –                |
| Francie         | 6                | 6                | –                | 6                | 9                | –                | –                | 11               | 7                | –                | –                | –                | –                | –                | –                | –                |
| Rumunsko        | –                | –                | –                | –                | 10               | –                | 9                | 10               | 11               | –                | 11               | 13               | –                | 7                | –                | –                |
| Litva           | –                | –                | –                | –                | –                | –                | –                | –                | –                | –                | –                | 11               | –                | –                | –                | –                |
| Japonsko        | –                | –                | –                | 6                | –                | –                | –                | –                | –                | –                | –                | –                | –                | –                | –                | –                |
| Nizozemsko      | –                | –                | –                | –                | –                | –                | –                | –                | 15               | –                | –                | –                | 11               | –                | –                | –                |
| Jugoslávie      | –                | –                | –                | –                | –                | –                | –                | –                | –                | –                | –                | –                | 13               | –                | –                | –                |

### 1950–1979
| Elitní divize   | 1950             | 1951             | 1952             | 1953             | 1954             | 1955             | 1956             | 1957             | 1958             | 1959             | 1960             | 1961             | 1962             | 1963             | 1964             | 1965             | 1966             | 1967             | 1968             | 1969             | 1970             | 1971             | 1972             | 1973             | 1974             | 1975             | 1976             | 1977             | 1978             | 1979             |
| --------------- | ---------------- | ---------------- | ---------------- | ---------------- | ---------------- | ---------------- | ---------------- | ---------------- | ---------------- | ---------------- | ---------------- | ---------------- | ---------------- | ---------------- | ---------------- | ---------------- | ---------------- | ---------------- | ---------------- | ---------------- | ---------------- | ---------------- | ---------------- | ---------------- | ---------------- | ---------------- | ---------------- | ---------------- | ---------------- | ---------------- |
| Sovětský svaz   | –                | –                | –                | –                | Zlatá medaile    | Stříbrná medaile | Zlatá medaile    | Stříbrná medaile | Stříbrná medaile | Stříbrná medaile | Bronzová medaile | Bronzová medaile | –                | Zlatá medaile    | Zlatá medaile    | Zlatá medaile    | Zlatá medaile    | Zlatá medaile    | Zlatá medaile    | Zlatá medaile    | Zlatá medaile    | Zlatá medaile    | Stříbrná medaile | Zlatá medaile    | Zlatá medaile    | Zlatá medaile    | Stříbrná medaile | Bronzová medaile | Zlatá medaile    | Zlatá medaile    |
| Československo  | –                | –                | 4                | –                | 4                | Bronzová medaile | 5                | Bronzová medaile | 4                | Bronzová medaile | 4                | Stříbrná medaile | –                | Bronzová medaile | Bronzová medaile | Stříbrná medaile | Stříbrná medaile | 4                | Stříbrná medaile | Bronzová medaile | Bronzová medaile | Stříbrná medaile | Zlatá medaile    | Bronzová medaile | Stříbrná medaile | Stříbrná medaile | Zlatá medaile    | Zlatá medaile    | Stříbrná medaile | Stříbrná medaile |
| Švédsko         | 5                | Stříbrná medaile | Bronzová medaile | Zlatá medaile    | Bronzová medaile | 5                | 4                | Zlatá medaile    | Bronzová medaile | 5                | 5                | 4                | Zlatá medaile    | Stříbrná medaile | Stříbrná medaile | Bronzová medaile | 4                | Stříbrná medaile | 4                | Stříbrná medaile | Stříbrná medaile | Bronzová medaile | Bronzová medaile | Stříbrná medaile | Bronzová medaile | Bronzová medaile | Bronzová medaile | Stříbrná medaile | 4                | Bronzová medaile |
| Kanada          | Zlatá medaile    | Zlatá medaile    | Zlatá medaile    | –                | Stříbrná medaile | Zlatá medaile    | Bronzová medaile | –                | Zlatá medaile    | Zlatá medaile    | Stříbrná medaile | Zlatá medaile    | Stříbrná medaile | 4                | 4                | 4                | Bronzová medaile | Bronzová medaile | Bronzová medaile | 4                | –                | –                | –                | –                | –                | –                | –                | 4                | Bronzová medaile | 4                |
| USA             | Stříbrná medaile | 6                | Stříbrná medaile | –                | –                | 4                | Stříbrná medaile | –                | 5                | 4                | Zlatá medaile    | 6                | Bronzová medaile | 8                | 5                | 6                | 6                | 5                | 6                | 6                | 7                | 6                | 8                | 8                | 7                | 6                | 4                | 6                | 6                | 7                |
| Finsko          | –                | 7                | 7                | –                | 6                | 9                | –                | 4                | 6                | 6                | 7                | 7                | 4                | 5                | 6                | 7                | 7                | 6                | 6                | 5                | 4                | 4                | 4                | 4                | 4                | 4                | 5                | 5                | 7                | 5                |
| Německo         | –                | –                | 8                | Stříbrná medaile | 5                | 6                | 6                | –                | –                | 7                | 6                | 8                | 6                | 8                | 7                | 11               | 9                | 8                | 7                | 10               | 8                | 5                | 5                | 6                | 9                | 8                | 6                | 7                | 5                | 6                |
| Polsko          | –                | –                | 6                | –                | –                | 7                | 8                | 6                | 8                | 11               | –                | 13               | –                | 12               | 9                | 9                | 8                | 9                | –                | 8                | 6                | 8                | 7                | 5                | 5                | 5                | 7                | 10               | 9                | 8                |
| Nizozemsko      | 8                | 10               | 13               | 7                | –                | 13               | –                | –                | –                | –                | –                | 18               | 12               | 21               | –                | –                | –                | 21               | –                | 18               | 20               | 20               | 20               | 16               | 11               | 14               | 14               | 16               | 17               | 9                |
| NDR             | –                | –                | –                | –                | –                | –                | –                | 5                | –                | 9                | –                | 5                | –                | 6                | –                | 5                | 5                | 7                | 8                | 7                | 5                | 9                | 9                | 7                | 6                | 7                | 8                | 9                | 8                | 10               |
| Rumunsko        | –                | –                | –                | –                | –                | –                | –                | –                | –                | 13               | –                | 15               | –                | 11               | 12               | –                | 10               | 10               | 12               | 12               | 13               | 15               | 10               | 10               | 12               | 11               | 9                | 8                | 12               | 11               |
| Norsko          | 6                | 4                | 9                | –                | 8                | –                | –                | –                | 7                | 8                | –                | 9                | 5                | 9                | 10               | 8                | 12               | 11               | 11               | 11               | 9                | 10               | 13               | 15               | 13               | 15               | 11               | 12               | 14               | 12               |
| Švýcarsko       | Bronzová medaile | Bronzová medaile | 5                | Bronzová medaile | 7                | 8                | 9                | –                | –                | 12               | –                | 11               | 7                | 10               | 8                | 10               | 14               | 15               | –                | 16               | 12               | 7                | 6                | 13               | 15               | 9                | 12               | 13               | 11               | 13               |
| Japonsko        | –                | –                | –                | –                | –                | –                | –                | 8                | –                | –                | 8                | –                | 9                | –                | 11               | –                | –                | 17               | 10               | 15               | 11               | 12               | 11               | 12               | 10               | 12               | 10               | 11               | 10               | 14               |
| Rakousko        | –                | 12               | 11               | 6                | –                | 11               | 10               | 7                | –                | 15               | –                | 14               | 10               | 16               | 13               | 13               | 13               | 14               | 13               | 13               | 15               | 13               | 14               | 11               | 14               | 17               | 17               | 17               | 18               | 15               |
| Dánsko          | –                | –                | –                | –                | –                | –                | –                | –                | –                | –                | –                | –                | 14               | 18               | –                | –                | 18               | 18               | –                | 20               | 19               | 21               | 19               | 21               | –                | 20               | 20               | 19               | 19               | 16               |
| Maďarsko        | –                | –                | –                | –                | –                | –                | –                | –                | –                | 14               | –                | –                | –                | 17               | 16               | 12               | 15               | 16               | –                | 17               | 18               | 17               | 18               | 17               | 18               | 18               | 18               | 14               | 13               | 17               |
| Čína            | –                | –                | –                | –                | –                | –                | –                | –                | –                | –                | –                | –                | –                | –                | –                | –                | –                | –                | –                | –                | –                | –                | 16               | 19               | 20               | –                | –                | –                | 20               | 18               |
| Jugoslávie      | –                | –                | 13               | –                | –                | –                | 13               | –                | –                | –                | –                | 17               | –                | 13               | 14               | 15               | 11               | 12               | 9                | 9                | 10               | 11               | 12               | 9                | 8                | 10               | 13               | 15               | 16               | 19               |
| Itálie          | –                | 8                | 12               | 4                | –                | 10               | 7                | –                | –                | 10               | –                | 12               | –                | –                | 15               | 16               | 17               | 13               | –                | 14               | 16               | 14               | 15               | 14               | 16               | 13               | 15               | 18               | 15               | 20               |
| Francie         | 9                | 9                | 15               | 8                | –                | –                | –                | –                | –                | –                | –                | 16               | 11               | 14               | –                | 17               | –                | 20               | 14               | –                | 17               | 16               | –                | 20               | 19               | 19               | 19               | 21               | 22               | 21               |
| Bulharsko       | –                | –                | –                | –                | –                | –                | –                | –                | –                | –                | –                | –                | –                | 19               | –                | –                | –                | 19               | –                | 19               | 14               | 19               | 17               | 18               | 17               | 16               | 16               | 20               | 21               | 22               |
| Velká Británie  | 4                | 5                | 10               | 5                | –                | –                | –                | –                | –                | –                | –                | 10               | 8                | 15               | –                | 14               | 16               | –                | –                | –                | –                | 18               | –                | 22               | –                | –                | 21               | 24               | –                | 23               |
| Španělsko       | –                | –                | –                | –                | –                | –                | –                | –                | –                | –                | –                | –                | –                | –                | –                | –                | –                | –                | –                | –                | –                | –                | –                | –                | –                | –                | –                | 22               | 23               | 24               |
| Jižní Korea     | –                | –                | –                | –                | –                | –                | –                | –                | –                | –                | –                | –                | –                | –                | –                | –                | –                | –                | –                | –                | –                | –                | –                | –                | –                | –                | –                | –                | –                | 25               |
| Austrálie       | –                | –                | –                | –                | –                | –                | –                | –                | –                | –                | 9                | –                | 13               | –                | –                | –                | –                | –                | –                | –                | –                | –                | –                | –                | 21               | –                | –                | –                | –                | 26               |
| Neaktivní státy | 1950             | 1951             | 1952             | 1953             | 1954             | 1955             | 1956             | 1957             | 1958             | 1959             | 1960             | 1961             | 1962             | 1963             | 1964             | 1965             | 1966             | 1967             | 1968             | 1969             | 1970             | 1971             | 1972             | 1973             | 1974             | 1975             | 1976             | 1977             | 1978             | 1979             |
| Belgie          | 7                | 11               | 14               | –                | –                | 14               | –                | –                | –                | –                | –                | 20               | –                | 22               | –                | –                | –                | –                | –                | –                | 21               | 22               | –                | –                | –                | 21               | –                | 23               | 24               | –                |
| JAR             | –                | –                | –                | –                | –                | –                | –                | –                | –                | –                | –                | –                | –                | –                | –                | –                | –                | –                | –                | –                | –                | –                | 19               | –                | –                | –                | –                | 19               | –                | –                |
| Severní Korea   | –                | –                | –                | –                | –                | –                | –                | –                | –                | –                | –                | –                | –                | –                | –                | –                | –                | –                | –                | –                | –                | –                | –                | –                | 22               | –                | –                | –                | –                | –                |

### 1980–2009
| Elitní divize                                                       | 1981             | 1982             | 1983             | 1985             | 1986             | 1987             | 1989             | 1990             | 1991             | 1992             | 1993             | 1994             | 1995             | 1996             | 1997             | 1998             | 1999             | 2000             | 2001             | 2002             | 2003             | 2004             | 2005             | 2006             | 2007             | 2008             | 2009             |
| ------------------------------------------------------------------- | ---------------- | ---------------- | ---------------- | ---------------- | ---------------- | ---------------- | ---------------- | ---------------- | ---------------- | ---------------- | ---------------- | ---------------- | ---------------- | ---------------- | ---------------- | ---------------- | ---------------- | ---------------- | ---------------- | ---------------- | ---------------- | ---------------- | ---------------- | ---------------- | ---------------- | ---------------- | ---------------- |
| Sovětský svaz                                                       | Zlatá medaile    | Zlatá medaile    | Zlatá medaile    | Bronzová medaile | Zlatá medaile    | Stříbrná medaile | Zlatá medaile    | Zlatá medaile    | Bronzová medaile | 5                | –                | –                | –                | –                | –                | –                | –                | –                | –                | –                | –                | –                | –                | –                | –                | –                | –                |
| Rusko                                                               | –                | –                | –                | –                | –                | –                | –                | –                | –                | –                | Zlatá medaile    | 5                | 5                | 4                | 4                | 5                | 5                | 11               | 6                | Stříbrná medaile | 6                | 10               | Bronzová medaile | 5                | Bronzová medaile | Zlatá medaile    | Zlatá medaile    |
| Kanada                                                              | 4                | Bronzová medaile | Bronzová medaile | Stříbrná medaile | Bronzová medaile | 4                | Stříbrná medaile | 4                | Stříbrná medaile | 8                | 4                | Zlatá medaile    | Bronzová medaile | Stříbrná medaile | Zlatá medaile    | 6                | 4                | 4                | 5                | 6                | Zlatá medaile    | Zlatá medaile    | Stříbrná medaile | 4                | Zlatá medaile    | Stříbrná medaile | Stříbrná medaile |
| Švédsko                                                             | Stříbrná medaile | 4                | 4                | 6                | Stříbrná medaile | Zlatá medaile    | 4                | Stříbrná medaile | Zlatá medaile    | Zlatá medaile    | Stříbrná medaile | Bronzová medaile | Stříbrná medaile | 6                | Stříbrná medaile | Zlatá medaile    | Bronzová medaile | 7                | Bronzová medaile | Bronzová medaile | Stříbrná medaile | Stříbrná medaile | 4                | Zlatá medaile    | 4                | 4                | Bronzová medaile |
| USA                                                                 | 5                | 8                | 9                | 4                | 6                | 7                | 6                | 5                | 4                | 7                | 6                | 4                | 6                | Bronzová medaile | 6                | 12               | 6                | 5                | 4                | 7                | 13               | Bronzová medaile | 6                | 7                | 5                | 6                | 4                |
| Finsko                                                              | 6                | 5                | 7                | 5                | 4                | 5                | 5                | 6                | 5                | Stříbrná medaile | 7                | Stříbrná medaile | Zlatá medaile    | 5                | 5                | Stříbrná medaile | Stříbrná medaile | Bronzová medaile | Stříbrná medaile | 4                | 5                | 6                | 7                | Bronzová medaile | Stříbrná medaile | Bronzová medaile | 5                |
| Československo                                                      | Bronzová medaile | Stříbrná medaile | Stříbrná medaile | Zlatá medaile    | 5                | Bronzová medaile | Bronzová medaile | Bronzová medaile | 6                | Bronzová medaile | –                | –                | –                | –                | –                | –                | –                | –                | –                | –                | –                | –                | –                | –                | –                | –                | –                |
| Česko                                                               | –                | –                | –                | –                | –                | –                | –                | –                | –                | –                | Bronzová medaile | 7                | 4                | Zlatá medaile    | Bronzová medaile | Bronzová medaile | Zlatá medaile    | Zlatá medaile    | Zlatá medaile    | 5                | 4                | 5                | Zlatá medaile    | Stříbrná medaile | 7                | 5                | 6                |
| Lotyšsko                                                            | –                | –                | –                | –                | –                | –                | –                | –                | –                | –                | 21               | 14               | 14               | 13               | 7                | 9                | 11               | 8                | 13               | 11               | 9                | 7                | 9                | 10               | 13               | 11               | 7                |
| Bělorusko                                                           | –                | –                | –                | –                | –                | –                | –                | –                | –                | –                | –                | 22               | 21               | 15               | 13               | 8                | 9                | 9                | 14               | 17               | 14               | 18               | 10               | 6                | 11               | 9                | 8                |
| Švýcarsko                                                           | 11               | 14               | 14               | 10               | 9                | 8                | 12               | 9                | 7                | 4                | 12               | 13               | 12               | 14               | 15               | 4                | 8                | 6                | 9                | 10               | 8                | 8                | 8                | 9                | 8                | 7                | 9                |
| Slovensko                                                           | –                | –                | –                | –                | –                | –                | –                | –                | –                | –                | –                | 21               | 13               | 10               | 9                | 7                | 7                | Stříbrná medaile | 7                | Zlatá medaile    | Bronzová medaile | 4                | 5                | 8                | 6                | 13               | 10               |
| Norsko                                                              | 14               | 12               | 12               | 15               | 17               | 10               | 9                | 8                | 10               | 10               | 11               | 11               | 10               | 9                | 12               | 21               | 12               | 10               | 15               | 22               | 20               | 20               | 17               | 11               | 14               | 8                | 11               |
| Francie                                                             | 21               | 20               | 21               | 17               | 12               | 12               | 11               | 12               | 11               | 11               | 10               | 10               | 8                | 11               | 10               | 13               | 15               | 15               | 20               | 19               | 18               | 16               | 20               | 20               | 18               | 14               | 12               |
| Kvalifikační divize                                                 | 1981             | 1982             | 1983             | 1985             | 1986             | 1987             | 1989             | 1990             | 1991             | 1992             | 1993             | 1994             | 1995             | 1996             | 1997             | 1998             | 1999             | 2000             | 2001             | 2002             | 2003             | 2004             | 2005             | 2006             | 2007             | 2008             | 2009             |
| Dánsko                                                              | 20               | 19               | 20               | 21               | 21               | 18               | 16               | 18               | 17               | 16               | 16               | 17               | 17               | 18               | 20               | 20               | 17               | 21               | 22               | 18               | 11               | 12               | 14               | 13               | 10               | 12               | 13               |
| Rakousko                                                            | 17               | 10               | 11               | 12               | 14               | 11               | 14               | 11               | 13               | 13               | 9                | 8                | 11               | 12               | 16               | 14               | 10               | 13               | 11               | 12               | 10               | 11               | 16               | 18               | 15               | 17               | 14               |
| Německo                                                             | 7                | 6                | 5                | 7                | 7                | 6                | 7                | 7                | 8                | 6                | 5                | 9                | 9                | 8                | 11               | 11               | 20               | 17               | 8                | 8                | 7                | 9                | 15               | 17               | 9                | 10               | 15               |
| Maďarsko                                                            | 19               | 21               | 18               | 16               | 22               | 21               | 20               | 23               | 22               | 24               | 21               | 26               | 26               | 24               | 26               | 25               | 24               | 25               | 23               | 20               | 21               | 24               | 21               | 23               | 19               | 18               | 16               |
| Kazachstán                                                          | –                | –                | –                | –                | –                | –                | –                | –                | –                | –                | 23               | 24               | 22               | 21               | 14               | 15               | 19               | 18               | 21               | 21               | 17               | 13               | 12               | 15               | 21               | 20               | 17               |
| Itálie                                                              | 9                | 7                | 8                | 11               | 10               | 14               | 10               | 10               | 9                | 9                | 8                | 6                | 7                | 7                | 8                | 10               | 13               | 12               | 12               | 15               | 23               | 19               | 18               | 14               | 12               | 16               | 18               |
| Slovinsko                                                           | –                | –                | –                | –                | –                | –                | –                | –                | –                | –                | 24               | 25               | 27               | 23               | 22               | 18               | 21               | 23               | 17               | 13               | 15               | 17               | 13               | 16               | 17               | 15               | 19               |
| Ukrajina                                                            | –                | –                | –                | –                | –                | –                | –                | –                | –                | –                | 22               | 23               | 23               | 22               | 21               | 17               | 14               | 14               | 10               | 9                | 12               | 14               | 11               | 12               | 16               | 19               | 20               |
| Japonsko                                                            | 16               | 17               | 13               | 13               | 16               | 17               | 15               | 15               | 16               | 15               | 17               | 16               | 18               | 20               | 24               | 16               | 16               | 16               | 16               | 16               | 16               | 15               | 24               | 22               | 22               | 21               | 21               |
| Velká Británie                                                      | 24               | –                | –                | –                | –                | –                | 27               | 26               | 21               | 21               | 13               | 12               | 19               | 16               | 18               | 22               | 18               | 19               | 19               | 23               | 25               | 25               | 25               | 26               | 24               | 23               | 22               |
| Polsko                                                              | 10               | 11               | 10               | 9                | 8                | 9                | 8                | 14               | 12               | 12               | 14               | 15               | 15               | 17               | 17               | 23               | 23               | 20               | 18               | 14               | 19               | 21               | 19               | 21               | 20               | 22               | 23               |
| Litva                                                               | –                | –                | –                | –                | –                | –                | –                | –                | –                | –                | –                | –                | 31               | 29               | 28               | 27               | 27               | 28               | 28               | 30               | 28               | 29               | 26               | 19               | 26               | 24               | 24               |
| Nizozemsko                                                          | 8                | 16               | 17               | 14               | 13               | 15               | 17               | 16               | 15               | 14               | 15               | 18               | 16               | 19               | 19               | 24               | 25               | 24               | 24               | 24               | 24               | 22               | 22               | 25               | 25               | 26               | 25               |
| Chorvatsko                                                          | –                | –                | –                | –                | –                | –                | –                | –                | –                | –                | –                | 31               | 30               | 28               | 29               | 29               | 29               | 27               | 24               | 26               | 27               | 32               | 29               | 27               | 29               | 25               | 26               |
| Austrálie                                                           | –                | –                | –                | –                | 26               | 25               | 24               | 27               | –                | 23               | 27               | 33               | 36               | 36               | 34               | 34               | 34               | 36               | 33               | 36               | 36               | 33               | 31               | 33               | 31               | 30               | 27               |
| Rumunsko                                                            | 13               | 13               | 15               | 20               | 20               | 19               | 26               | 20               | 19               | 18               | 18               | 19               | 20               | 26               | 25               | 26               | 26               | 30               | 29               | 25               | 26               | 26               | 27               | 29               | 27               | 29               | 28               |
| Jižní Korea                                                         | –                | 24               | –                | –                | 25               | 26               | 23               | 25               | 24               | 26               | 29               | 30               | 33               | 33               | 30               | 31               | 30               | 29               | 30               | 27               | 29               | 27               | 34               | 31               | 30               | 28               | 29               |
| Srbsko ( Č.H. )                                                     | –                | –                | –                | –                | –                | –                | –                | –                | –                | –                | –                | –                | –                | –                | –                | –                | –                | –                | –                | –                | 31               | 31               | 32               | 35               | 35               | 33               | 30               |
| Estonsko                                                            | –                | –                | –                | –                | –                | –                | –                | –                | –                | –                | –                | 28               | 24               | 25               | 23               | 19               | 22               | 22               | 27               | 29               | 22               | 23               | 23               | 24               | 23               | 27               | 31               |
| Belgie                                                              | –                | –                | –                | –                | –                | 24               | 25               | 24               | 25               | 25               | 28               | 32               | 34               | 32               | 36               | 36               | 35               | 35               | 37               | 31               | 30               | 28               | 36               | 34               | 32               | 31               | 32               |
| Španělsko                                                           | –                | 23               | 23               | 24               | 24               | –                | 28               | 28               | –                | 27               | 30               | 29               | 32               | 31               | 31               | 32               | 32               | 31               | 31               | 33               | 33               | 35               | 38               | 37               | 33               | 34               | 33               |
| Čína                                                                | 18               | 15               | 19               | 19               | 18               | 16               | 19               | 19               | 18               | 19               | 19               | 20               | 25               | 27               | 27               | 28               | 28               | 26               | 25               | 28               | 32               | 30               | 28               | 30               | 28               | 32               | 34               |
| Island                                                              | –                | –                | –                | –                | –                | –                | –                | –                | –                | –                | –                | –                | –                | –                | –                | –                | 40               | 38               | 38               | 38               | 39               | 41               | 39               | 41               | 36               | 37               | 35               |
| Bulharsko                                                           | 22               | 22               | 22               | 22               | 19               | 23               | 21               | 22               | 20               | 17               | 20               | 27               | 29               | 34               | 35               | 33               | 31               | 33               | 35               | 35               | 34               | 36               | 35               | 32               | 38               | 38               | 36               |
| Mexiko                                                              | –                | –                | –                | –                | –                | –                | –                | –                | –                | –                | –                | –                | –                | –                | –                | –                | –                | 40               | 40               | 42               | 40               | 43               | 41               | 38               | 37               | 35               | 37               |
| Izrael                                                              | –                | –                | –                | –                | –                | –                | –                | –                | –                | 30               | 31               | 34               | 35               | 35               | 33               | 35               | 33               | 34               | 32               | 34               | 37               | 38               | 30               | 28               | 34               | 36               | 38               |
| Severní Korea                                                       | 23               | –                | 24               | 23               | 23               | 22               | 22               | 21               | 23               | 22               | 26               | –                | –                | –                | –                | –                | –                | –                | –                | 41               | 35               | 34               | 33               | 36               | –                | 41               | 39               |
| JAR                                                                 | –                | –                | –                | –                | –                | –                | –                | –                | –                | 28               | 32               | 35               | 37               | –                | 37               | 37               | 36               | 37               | 36               | 37               | 38               | 40               | 42               | 40               | 43               | 42               | 40               |
| Nový Zéland                                                         | –                | –                | –                | –                | –                | 27               | 29               | –                | –                | –                | –                | –                | 39               | –                | 38               | 38               | 37               | 39               | 39               | 43               | 41               | 37               | 37               | 39               | 40               | 39               | 41               |
| Turecko                                                             | –                | –                | –                | –                | –                | –                | –                | –                | –                | 32               | –                | –                | –                | –                | 39               | 39               | 38               | 42               | –                | 39               | 43               | 42               | 40               | 42               | 39               | 44               | 42               |
| Lucembursko                                                         | –                | –                | –                | –                | –                | –                | –                | –                | –                | 31               | –                | –                | –                | –                | –                | –                | –                | 41               | –                | 40               | 42               | 39               | 43               | 45               | 42               | 43               | 43               |
| Řecko                                                               | –                | –                | –                | –                | –                | –                | –                | –                | –                | 29               | –                | –                | 38               | –                | –                | 40               | 39               | –                | –                | –                | –                | –                | –                | –                | –                | 45               | 44               |
| Irsko                                                               | –                | –                | –                | –                | –                | –                | –                | –                | –                | –                | –                | –                | –                | –                | –                | –                | –                | –                | –                | –                | –                | 44               | 44               | 44               | 41               | 40               | 45               |
| Neaktivní státy                                                     | 1981             | 1982             | 1983             | 1985             | 1986             | 1987             | 1989             | 1990             | 1991             | 1992             | 1993             | 1994             | 1995             | 1996             | 1997             | 1998             | 1999             | 2000             | 2001             | 2002             | 2003             | 2004             | 2005             | 2006             | 2007             | 2008             | 2009             |
| Jugoslávie                                                          | 15               | 18               | 16               | 18               | 15               | 20               | 18               | 17               | 14               | 20               | –                | –                | 28               | 30               | 32               | 30               | –                | 32               | 34               | 32               | –                | –                | –                | –                | –                | –                | –                |
| NDR                                                                 | 12               | 9                | 6                | 8                | 11               | 13               | 13               | 13               | –                | –                | –                | –                | –                | –                | –                | –                | –                | –                | –                | –                | –                | –                | –                | –                | –                | –                | –                |
| Hongkong                                                            | –                | –                | –                | –                | –                | 28               | –                | –                | –                | –                | –                | –                | –                | –                | –                | –                | –                | –                | –                | –                | –                | –                | –                | –                | –                | –                | –                |
| Arménie                                                             | –                | –                | –                | –                | –                | –                | –                | –                | –                | –                | –                | –                | –                | –                | –                | –                | –                | –                | –                | –                | –                | 45               | 45               | 43               | –                | 48               | –                |
| Mongolsko                                                           | –                | –                | –                | –                | –                | –                | –                | –                | –                | –                | –                | –                | –                | –                | –                | –                | –                | –                | –                | –                | –                | –                | –                | –                | 44               | 46               | –                |
| Bosna a Hercegovina                                                 | –                | –                | –                | –                | –                | –                | –                | –                | –                | –                | –                | –                | –                | –                | –                | –                | –                | –                | –                | –                | –                | –                | –                | –                | –                | 47               | –                |
| ( Č.H. ): 2003–2006 Srbsko a Černá Hora, 2007 Srbsko K: kvalifikace |                  |                  |                  |                  |                  |                  |                  |                  |                  |                  |                  |                  |                  |                  |                  |                  |                  |                  |                  |                  |                  |                  |                  |                  |                  |                  |                  |

### 2010–2027
| Elitní divize       | 2010             | 2011             | 2012             | 2013             | 2014             | 2015             | 2016             | 2017             | 2018             | 2019             | 2021             | 2022             | 2023             | 2024             | 2025             | 2026 | 2027 |
| ------------------- | ---------------- | ---------------- | ---------------- | ---------------- | ---------------- | ---------------- | ---------------- | ---------------- | ---------------- | ---------------- | ---------------- | ---------------- | ---------------- | ---------------- | ---------------- | ---- | ---- |
| USA                 | 13               | 8                | 7                | Bronzová medaile | 6                | Bronzová medaile | 4                | 5                | Bronzová medaile | 7                | Bronzová medaile | 4                | 4                | 5                | Zlatá medaile    |      |      |
| Švýcarsko           | 5                | 9                | 11               | Stříbrná medaile | 10               | 8                | 11               | 6                | Stříbrná medaile | 8                | 6                | 5                | 5                | Stříbrná medaile | Stříbrná medaile |      |      |
| Švédsko             | Bronzová medaile | Stříbrná medaile | 6                | Zlatá medaile    | Bronzová medaile | 5                | 6                | Zlatá medaile    | Zlatá medaile    | 5                | 9                | 6                | 6                | Bronzová medaile | Bronzová medaile |      |      |
| Dánsko              | 8                | 11               | 13               | 12               | 13               | 14               | 8                | 12               | 10               | 11               | 12               | 9                | 10               | 13               | 4                |      |      |
| Kanada              | 7                | 5                | 5                | 5                | 5                | Zlatá medaile    | Zlatá medaile    | Stříbrná medaile | 4                | Stříbrná medaile | Zlatá medaile    | Stříbrná medaile | Zlatá medaile    | 4                | 5                |      |      |
| Česko               | Zlatá medaile    | Bronzová medaile | Bronzová medaile | 7                | 4                | 4                | 5                | 7                | 7                | 4                | 7                | Bronzová medaile | 8                | Zlatá medaile    | 6                |      |      |
| Finsko              | 6                | Zlatá medaile    | 4                | 4                | Stříbrná medaile | 6                | Stříbrná medaile | 4                | 5                | Zlatá medaile    | Stříbrná medaile | Zlatá medaile    | 7                | 8                | 7                |      |      |
| Rakousko            | 17               | 15               | 18               | 15               | 17               | 15               | 20               | 17               | 14               | 16               | C-19             | 11               | 14               | 10               | 8                |      |      |
| Německo             | 4                | 7                | 12               | 9                | 14               | 10               | 7                | 8                | 11               | 6                | 4                | 7                | Stříbrná medaile | 6                | 9                |      |      |
| Lotyšsko            | 11               | 13               | 10               | 11               | 11               | 13               | 13               | 10               | 8                | 10               | 11               | 10               | Bronzová medaile | 9                | 10               |      |      |
| Slovensko           | 12               | 10               | Stříbrná medaile | 8                | 9                | 9                | 9                | 14               | 9                | 9                | 8                | 8                | 9                | 7                | 11               |      |      |
| Norsko              | 9                | 6                | 8                | 10               | 12               | 11               | 10               | 11               | 13               | 12               | 13               | 13               | 12               | 11               | 12               |      |      |
| Slovinsko           | 18               | 16               | 17               | 16               | 18               | 16               | 17               | 15               | 21               | 20               | C-19             | 17               | 16               | 18               | 13               |      |      |
| Maďarsko            | 20               | 20               | 19               | 19               | 21               | 18               | 15               | 21               | 20               | 21               | C-19             | 18               | 15               | 17               | 14               |      |      |
| Kazachstán          | 16               | 17               | 16               | 17               | 16               | 17               | 16               | 19               | 19               | 17               | 10               | 14               | 11               | 12               | 15               |      |      |
| Francie             | 14               | 12               | 9                | 13               | 8                | 12               | 14               | 9                | 12               | 15               | C-19             | 12               | 13               | 14               | 16               |      |      |
| Rusko               | Stříbrná medaile | 4                | Zlatá medaile    | 6                | Zlatá medaile    | Stříbrná medaile | Bronzová medaile | Bronzová medaile | 6                | Bronzová medaile | 5                | –                | –                | –                | –                |      |      |
| Bělorusko           | 10               | 14               | 14               | 14               | 7                | 7                | 12               | 13               | 15               | 18               | 15               | –                | –                | –                | –                |      |      |
| Divize I A          | 2010             | 2011             | 2012             | 2013             | 2014             | 2015             | 2016             | 2017             | 2018             | 2019             | 2021             | 2022             | 2023             | 2024             | 2025             | 2026 | 2027 |
| Velká Británie      | 23               | 19               | 20               | 22               | 26               | 24               | 24               | 23               | 17               | 13               | 14               | 16               | 17               | 15               | 17               |      |      |
| Itálie              | 15               | 18               | 15               | 18               | 15               | 21               | 18               | 16               | 18               | 14               | 16               | 15               | 19               | 19               | 18               |      |      |
| Ukrajina            | 19               | 21               | 22               | 23               | 20               | 22               | 23               | 22               | 26               | 27               | C-19             | 24               | 24               | 23               | 19               |      |      |
| Japonsko            | 21               | 28               | 21               | 20               | 19               | 20               | 22               | 24               | 24               | 25               | C-19             | 23               | 23               | 21               | 20               |      |      |
| Polsko              | 22               | 22               | 24               | 24               | 23               | 19               | 19               | 20               | 22               | 24               | C-19             | 22               | 18               | 16               | 21               |      |      |
| Rumunsko            | 31               | 29               | 26               | 26               | 28               | 29               | 28               | 29               | 27               | 23               | C-19             | 21               | 21               | 20               | 22               |      |      |
| Divize I B          | 2010             | 2011             | 2012             | 2013             | 2014             | 2015             | 2016             | 2017             | 2018             | 2019             | 2021             | 2022             | 2023             | 2024             | 2025             | 2026 | 2027 |
| Litva               | 26               | 25               | 27               | 27               | 25               | 25               | 25               | 25               | 23               | 22               | C-19             | 19               | 22               | 24               | 23               |      |      |
| Jižní Korea         | 25               | 22               | 23               | 21               | 22               | 23               | 21               | 18               | 16               | 19               | C-19             | 20               | 20               | 22               | 24               |      |      |
| Estonsko            | 29               | 27               | 29               | 28               | 29               | 27               | 27               | 26               | 25               | 26               | C-19             | 25               | 26               | 25               | 25               |      |      |
| Čína                | 38               | 36               | 36               | 38               | 38               | 35               | 34               | 35               | 32               | 33               | C-19             | 27               | 25               | 26               | 26               |      |      |
| Španělsko           | 30               | 26               | 30               | 34               | 35               | 32               | 30               | 34               | 35               | 32               | C-19             | 30               | 29               | 27               | 27               |      |      |
| Chorvatsko          | 28               | 31               | 31               | 29               | 24               | 26               | 26               | 27               | 28               | 30               | C-19             | 29               | 31               | 29               | 28               |      |      |
| Divize II A         | 2010             | 2011             | 2012             | 2013             | 2014             | 2015             | 2016             | 2017             | 2018             | 2019             | 2021             | 2022             | 2023             | 2024             | 2025             | 2026 | 2027 |
| Nizozemsko          | 24               | 24               | 25               | 25               | 27               | 28               | 29               | 28               | 29               | 28               | C-19             | 28               | 27               | 28               | 29               |      |      |
| Srbsko              | 27               | 32               | 33               | 33               | 31               | 31               | 32               | 31               | 31               | 29               | C-19             | 26               | 28               | 30               | 30               |      |      |
| SAE                 | 46               | –                | –                | 46               | 45               | 46               | –                | 47               | 49               | 47               | C-19             | 37               | 35               | 31               | 31               |      |      |
| Belgie              | 33               | 35               | 35               | 30               | 33               | 30               | 31               | 32               | 33               | 34               | C-19             | 34               | 36               | 35               | 32               |      |      |
| Austrálie           | 32               | 30               | 28               | 32               | 32               | 34               | 35               | 30               | 30               | 31               | C-19             | –                | 32               | 33               | 33               |      |      |
| Izrael              | 39               | 41               | 39               | 35               | 34               | 39               | 37               | 37               | 37               | 35               | C-19             | 31               | 33               | 32               | 34               |      |      |
| Divize II B         | 2010             | 2011             | 2012             | 2013             | 2014             | 2015             | 2016             | 2017             | 2018             | 2019             | 2021             | 2022             | 2023             | 2024             | 2025             | 2026 | 2027 |
| Gruzie              | –                | –                | –                | 48               | 46               | 45               | 42               | 43               | 41               | 38               | C-19             | 33               | 30               | 37               | 35               |      |      |
| Island              | 34               | 34               | 32               | 31               | 30               | 33               | 33               | 33               | 34               | 36               | C-19             | 32               | 34               | 34               | 36               |      |      |
| Nový Zéland         | 34               | 33               | 34               | 36               | 37               | 36               | 38               | 36               | 36               | 37               | C-19             | –                | 38               | 36               | 37               |      |      |
| Bulharsko           | 35               | 38               | 37               | 40               | 41               | 38               | 40               | 42               | 42               | 41               | C-19             | 35               | 37               | 38               | 38               |      |      |
| Tchaj-wan           | –                | –                | –                | –                | –                | –                | –                | 46               | 44               | 45               | C-19             | 40               | 41               | 39               | 39               |      |      |
| Thajsko             | –                | –                | –                | –                | –                | –                | –                | –                | –                | 49               | C-19             | 43               | 44               | 41               | 40               |      |      |
| Divize III A        | 2010             | 2011             | 2012             | 2013             | 2014             | 2015             | 2016             | 2017             | 2018             | 2019             | 2021             | 2022             | 2023             | 2024             | 2025             | 2026 | 2027 |
| Kyrgyzstán          | –                | –                | –                | –                | –                | –                | –                | –                | –                | 52               | C-19             | 45               | 46               | 42               | 41               |      |      |
| Turkmenistán        | –                | –                | –                | –                | –                | –                | –                | –                | 47               | 43               | C-19             | 39               | 42               | 44               | 42               |      |      |
| Turecko             | 40               | 43               | 41               | 39               | 40               | 42               | 41               | 40               | 43               | 42               | C-19             | 38               | 39               | 40               | 43               |      |      |
| JAR                 | 44               | 42               | 40               | 41               | 39               | 40               | 43               | 45               | 45               | 46               | C-19             | 42               | 43               | 45               | 44               |      |      |
| Bosna a Hercegovina | –                | –                | –                | –                | –                | 47               | 45               | 48               | 48               | 50               | C-19             | 44               | 47               | 47               | 45               |      |      |
| Lucembursko         | 45               | 44               | 43               | 43               | 43               | 43               | 44               | 41               | 40               | 44               | C-19             | 41               | 45               | 43               | 46               |      |      |
| Divize III B        | 2010             | 2011             | 2012             | 2013             | 2014             | 2015             | 2016             | 2017             | 2018             | 2019             | 2021             | 2022             | 2023             | 2024             | 2025             | 2026 | 2027 |
| Mexiko              | 37               | 37               | 38               | 37               | 36               | 37               | 36               | 39               | 39               | 39               | C-19             | 36               | 40               | 46               | 47               |      |      |
| Severní Korea       | 42               | 40               | 42               | 42               | 42               | 41               | 39               | 38               | 38               | 40               | –                | –                | –                | 48               | 48               |      |      |
| Hongkong            | –                | –                | –                | –                | 44               | 44               | 46               | 44               | 46               | 48               | C-19             | –                | 48               | 49               | 49               |      |      |
| Mongolsko           | –                | 46               | 46               | 47               | –                | –                | –                | –                | –                | –                | –                | –                | 53               | 53               | 50               |      |      |
| Filipíny            | –                | –                | –                | –                | –                | –                | –                | –                | –                | –                | –                | –                | 52               | 50               | 51               |      |      |
| Singapur            | –                | –                | –                | –                | –                | –                | –                | –                | –                | –                | –                | 47               | 49               | 51               | 52               |      |      |
| Divize IV           | 2010             | 2011             | 2012             | 2013             | 2014             | 2015             | 2016             | 2017             | 2018             | 2019             | 2021             | 2022             | 2023             | 2024             | 2025             | 2026 | 2027 |
| Uzbekistán          | –                | –                | –                | –                | –                | –                | –                | –                | –                | –                | –                | –                | –                | –                | 53               |      |      |
| Arménie             | 48               | –                | –                | –                | –                | –                | –                | –                | –                | –                | –                | –                | –                | –                | 54               |      |      |
| Kuvajt              | –                | –                | –                | –                | –                | –                | –                | –                | 50               | 51               | C-19             | 49               | 54               | 54               | 55               |      |      |
| Indonésie           | –                | –                | –                | –                | –                | –                | –                | –                | –                | –                | –                | –                | 55               | 55               | 56               |      |      |
| Írán                | –                | –                | –                | –                | –                | –                | –                | –                | –                | –                | –                | 46               | 50               | 52               | 57               |      |      |
| Malajsie            | –                | –                | –                | –                | –                | –                | –                | –                | –                | –                | –                | 48               | 51               | 56               | 58               |      |      |
| Neaktivní státy     | 2010             | 2011             | 2012             | 2013             | 2014             | 2015             | 2016             | 2017             | 2018             | 2019             | 2021             | 2022             | 2023             | 2024             | 2025             | 2026 | 2027 |
| Irsko               | 41               | 39               | 44               | 44               | –                | –                | –                | –                | –                | –                | –                | –                | –                | –                | –                |      |      |
| Řecko               | 43               | 45               | 45               | 45               | –                | –                | –                | –                | –                | –                | –                | –                | –                | –                | –                |      |      |

## Historická tabulka podle získaných bodů do roku 2018 (včetně)
Tabulka zobrazuje úspěšnost zemí podle vítězství, remíz a porážek. V letech 1920–2006 byly za vítězství dva body, remízu jeden bod a porážku nula bodů. Od roku 2007 jsou za vítězství v normální hrací době tři body, vítězství v prodloužení a samostatných nájezdech dva body, porážky v prodloužení a samostatných nájezdech jeden bod a za porážku v normální hrací době nula bodů. Remízy byly zrušeny.
|     | Země                   | Účast | Zápasy | Výhry | VP | Remízy | PP | Porážky | Skóre     | Body |
| --- | ---------------------- | ----- | ------ | ----- | -- | ------ | -- | ------- | --------- | ---- |
| 1.  | Kanada                 | 72    | 565    | 398   | 7  | 31     | 9  | 120     | 2974:1175 | 927  |
| 2.  | SSSR / Rusko           | 61    | 514    | 396   | 6  | 32     | 5  | 75      | 2827:977  | 926  |
|     | z toho Sovětský svaz   | 34    | 297    | 252   | 0  | 19     | 0  | 26      | 1975:535  | 523  |
|     | z toho Rusko           | 27    | 217    | 144   | 6  | 13     | 5  | 49      | 852:442   | 403  |
| 3.  | Československo / Česko | 78    | 626    | 391   | 14 | 48     | 8  | 165     | 2717:1406 | 917  |
|     | z toho Československo  | 52    | 406    | 255   | 0  | 37     | 0  | 114     | 1947:955  | 547  |
|     | z toho Česko           | 26    | 220    | 136   | 14 | 11     | 8  | 51      | 770:451   | 370  |
| 4.  | Švédsko                | 77    | 635    | 374   | 11 | 55     | 6  | 189     | 2625:1622 | 901  |
| 5.  | USA                    | 70    | 540    | 253   | 9  | 39     | 8  | 231     | 2076:1916 | 624  |
| 6.  | Finsko                 | 65    | 547    | 238   | 16 | 53     | 5  | 235     | 1820:1892 | 624  |
| 7.  | Německo                | 63    | 472    | 138   | 7  | 43     | 10 | 274     | 1164:1950 | 368  |
| 8.  | Švýcarsko              | 51    | 356    | 132   | 8  | 24     | 14 | 178     | 1087:1365 | 356  |
| 9.  | Slovensko              | 23    | 165    | 73    | 6  | 11     | 10 | 65      | 494:438   | 209  |
| 10. | Norsko                 | 36    | 234    | 57    | 5  | 10     | 8  | 154     | 549:1048  | 166  |
| 11. | Lotyšsko               | 27    | 166    | 55    | 5  | 9      | 11 | 86      | 399:524   | 164  |
| 12. | Rakousko               | 33    | 203    | 51    | 1  | 16     | 2  | 133     | 469:870   | 133  |
| 13. | Bělorusko              | 19    | 125    | 41    | 4  | 2      | 7  | 71      | 286:397   | 120  |
| 14. | Francie                | 32    | 175    | 41    | 7  | 3      | 4  | 121     | 348:734   | 120  |
| 15. | Itálie                 | 30    | 184    | 40    | 2  | 23     | 2  | 117     | 383:865   | 111  |
| 16. | Polsko                 | 30    | 216    | 46    | 0  | 16     | 0  | 154     | 495:1226  | 108  |
| 17. | Dánsko                 | 17    | 107    | 24    | 11 | 2      | 5  | 65      | 229:450   | 95   |
| 18. | Velká Británie         | 15    | 92     | 45    | 0  | 4      | 0  | 43      | 301:360   | 94   |
| 19. | NDR                    | 14    | 118    | 26    | 0  | 10     | 0  | 82      | 271:650   | 62   |
| 20. | Maďarsko               | 13    | 72     | 16    | 0  | 7      | 0  | 49      | 132:235   | 40   |
| 21. | Ukrajina               | 9     | 51     | 11    | 0  | 4      | 0  | 36      | 93:206    | 27   |
| 22. | Japonsko               | 13    | 65     | 10    | 0  | 7      | 0  | 48      | 176:419   | 27   |
| 23. | Rumunsko               | 10    | 60     | 13    | 0  | 1      | 0  | 46      | 126:372   | 27   |
| 24. | Slovinsko              | 9     | 56     | 7     | 0  | 3      | 5  | 41      | 111:252   | 24   |
| 25. | Jugoslávie             | 3     | 19     | 8     | 0  | 2      | 0  | 9       | 68:131    | 18   |
| 26. | Kazachstán             | 8     | 4      | 4     | 1  | 1      | 3  | 3       | 87:203    | 14   |
| 27. | Belgie                 | 12    | 44     | 6     | 0  | 1      | 0  | 37      | 83:420    | 13   |
| 28. | Nizozemsko             | 4     | 22     | 2     | 0  | 0      | 0  | 20      | 34:156    | 4    |
| 29. | Litva                  | 1     | 4      | 1     | 0  | 0      | 0  | 3       | 3:33      | 2    |
| 30. | Jižní Korea            | 1     | 7      | 0     | 0  | 0      | 0  | 7       | 4:48      | 0    |
| 31. | Austrálie              | 1     | 6      | 0     | 0  | 0      | 0  | 6       | 10:87     | 0    |

- VP – Vítězství v prodloužení nebo po samostatných nájezdech.
- PP – Porážky v prodloužení nebo po samostatných nájezdech

Poznámky k tabulce:
- 1951–1953, 1955, 1956 a 1961–2000 – skupiny B, C a D nejsou započítány.
- 1953 – účast Československa je započtena, ale bez výsledků, neboť mužstvo pro státní smutek odstoupilo.
- 1974 – ČSSR – Finsko 5:0 kontumačně, Polsko – Švédsko 5:0 kontumačně.
- 1987 – ČSSR – USA 4:0 kontumačně.
- 1994 – Finsko – USA 7:0 kontumačně.
- od 1992 – u zápasu, který skončil na samostatné nájezdy je skóre započítáno včetně rozhodujícího samostatného nájezdu.
- 1999 – Česko – Kanada, Finsko – Švédsko (semifinále), Česko – Finsko (finále), play-off bylo hráno na dva zápasy, prodloužení které rozhodovalo o vítězi série, IIHF považuje jako samostatný zápas.

## Pořadatelství
| Země               | 1    | 2    | 3     | 4    | 5    | 6     | 7    | 8    | 9    | 10    | 11    | 12   |
| ------------------ | ---- | ---- | ----- | ---- | ---- | ----- | ---- | ---- | ---- | ----- | ----- | ---- |
| Švédsko            | 1949 | 1954 | 1963  | 1969 | 1970 | 1981  | 1989 | 1995 | 2002 | 2012  | 2013  | 2025 |
| Švýcarsko          | 1928 | 1935 | 1939  | 1948 | 1953 | 1961  | 1971 | 1990 | 1998 | 2009  | 2026* |      |
| Německo            | 1930 | 1936 | 1955  | 1975 | 1983 | 1993  | 2001 | 2010 | 2017 | 2027* |       |      |
| Finsko             | 1965 | 1974 | 1982  | 1991 | 1997 | 2003  | 2012 | 2013 | 2022 | 2023  |       |      |
| Československo     | 1933 | 1938 | 1947  | 1959 | 1972 | 1978  | 1985 | 1992 |      |       |       |      |
| Rakousko           | 1930 | 1964 | 1967  | 1977 | 1987 | 1996  | 2005 |      |      |       |       |      |
| Francie            | 1924 | 1930 | 1951  | 1968 | 2017 | 2028* |      |      |      |       |       |      |
| Sovětský svaz      | 1957 | 1973 | 1979  | 1986 |      |       |      |      |      |       |       |      |
| Slovensko          | 2011 | 2019 | 2029* |      |      |       |      |      |      |       |       |      |
| Česko              | 2004 | 2015 | 2024  |      |      |       |      |      |      |       |       |      |
| Lotyšsko           | 2006 | 2021 | 2023  |      |      |       |      |      |      |       |       |      |
| Rusko              | 2000 | 2007 | 2016  |      |      |       |      |      |      |       |       |      |
| Norsko             | 1952 | 1958 | 1999  |      |      |       |      |      |      |       |       |      |
| Itálie             | 1934 | 1956 | 1994  |      |      |       |      |      |      |       |       |      |
| USA                | 1932 | 1960 | 1962  |      |      |       |      |      |      |       |       |      |
| Dánsko             | 2018 | 2025 |       |      |      |       |      |      |      |       |       |      |
| Polsko             | 1931 | 1976 |       |      |      |       |      |      |      |       |       |      |
| Spojené království | 1937 | 1950 |       |      |      |       |      |      |      |       |       |      |
| Bělorusko          | 2014 |      |       |      |      |       |      |      |      |       |       |      |
| Kanada             | 2008 |      |       |      |      |       |      |      |      |       |       |      |
| Jugoslávie         | 1966 |      |       |      |      |       |      |      |      |       |       |      |
| Belgie             | 1920 |      |       |      |      |       |      |      |      |       |       |      |

Zdroje: 

### Tabulka změn pořadatelů mistrovství světa
| MS   | Původní pořadatel    | Nový pořadatel    | Důvod změny                                                    |
| ---- | -------------------- | ----------------- | -------------------------------------------------------------- |
| 1940 | Německo              | –                 | 2. světová válka                                               |
| 1944 | Itálie               | –                 | 2. světová válka                                               |
| 1947 | Velká Británie       | Československo    | Velká Británie se zřekla pořadatelství                         |
| 1958 | Rakousko             | Norsko            | Nedostavěná hala                                               |
| 1969 | Československo       | Švédsko           | Invaze vojsk Varšavské smlouvy do Československa               |
| 1970 | Kanada               | Švédsko           | Roztržka mezi Kanadou a IIHF ohledně startu profesionálů na MS |
| 1976 | Rakousko             | Polsko            | Konání ZOH v Innsbrucku ve stejném roce s Mistrovstvím světa   |
| 2003 | Česko                | Finsko            | Nedostavěná hala, prohození pořadatelství                      |
| 2020 | Švýcarsko            | –                 | Pandemie covidu-19                                             |
| 2021 | Bělorusko a Lotyšsko | Lotyšsko          | Protesty v Bělorusku                                           |
| 2023 | Rusko                | Lotyšsko a Finsko | Invaze na Ukrajinu                                             |

## Návštěvnost
Nejnavštěvovanější bylo MS v roce 2024 v Praze a Ostravě.
| #   | Rok  | Stát                        | Celkem  |
| --- | ---- | --------------------------- | ------- |
| 1.  | 2024 | Česko                       | 797 727 |
| 2.  | 2015 | Česko                       | 741 690 |
| 3.  | 2017 | Německo Francie             | 686 391 |
| 4.  | 2014 | Bělorusko                   | 640 044 |
| 5.  | 2004 | Česko                       | 552 097 |
| 6.  | 2010 | Německo                     | 548 788 |
| 7.  | 1997 | Finsko                      | 526 172 |
| 8.  | 2018 | Dánsko                      | 520 481 |
| 9.  | 2025 | Dánsko Švédsko \|\| 489 450 |         |
| 10. | 2008 | Kanada                      | 477 040 |

Průměr na zápas
Herní systém MS se v průběhu let měnil, v letech 2000–2011 se hrálo 56 zápasů, od roku 2012 64 zápasů.[ujasnit]
| #   | Rok  | Stát            | Na zápas |
| --- | ---- | --------------- | -------- |
| 1.  | 2024 | Česko           | 12 464   |
| 2.  | 2015 | Česko           | 11 589   |
| 3.  | 1979 | Sovětský svaz   | 11 078   |
| 4.  | 1973 | Sovětský svaz   | 11 050   |
| 5.  | 2017 | Německo Francie | 10 725   |
| 6.  | 1985 | Československo  | 10 291   |
| 7.  | 1997 | Finsko          | 10 119   |
| 8.  | 2014 | Bělorusko       | 10 001   |
| 9.  | 2004 | Česko           | 9 859    |
| 10. | 2010 | Německo         | 9 799    |